# Louis Toebosch
Louis Christiaan Toebosch (Maastricht (província de Limburg), 18 de març, 1916 - Tilburg (Brabant del Nord), 22 de maig, 2009) va ser un compositor, pedagog musical i organista neerlandès.

## Biografia
Era fill de Petronella Maria (Nelly Maria) van de Werdt i del comptable Theodorus Johannes Gabriel Toebosch. Ell mateix estava casat amb May Rubens (1913-1988). La filla Moniek Toebosch era una artista de performance. Una altra filla, Marleen Toebosch, va ser flautista i professora de música a Tilburg, Eindhoven, Nijmegen i al Conservatori de Tilburg; La filla de Marleen és la compositora Mayke Nas.

## Carrera
Ja en els seus primers anys va rebre les seves primeres lliçons de música de Benoit Franssen, aleshores director de cor de la Basílica Sint-Servaas de Maastricht, i també va rebre classes de piano d'Alphons Crolla. Va estudiar a l'Escola de Música de l'Església Catòlica Romana St. Cecilia -actualment l'Institut Holandès de Música d'Església- a Utrecht, on va estudiar orgue amb Hendrik Andriessen i piano amb Phons Dusch. Al cap d'un any va anar al Conservatori Reial de Lieja per continuar els seus estudis d'orgue amb Charles Hens, un virtuós de la literatura romàntica i amb preferència per la música d'orgue de Bach. Durant els seus estudis es va convertir en un gran organista de concerts i improvisador d'orgues. Per al seu examen final va tocar la seva pròpia composició, Triptique pour Orgue, i va guanyar una medalla d'or per ella. Però també va obtenir notes altes amb distincions en la resta de matèries. Mentrestant, havia completat els seus estudis particulars de direcció d'orquestra amb Henri Hermans, llavors director de l'Orquestra Municipal, al Music Lyceum de Maastricht.
De 1936 a 1940 va ser director del cor de l'església de Sant Lambert de Maastricht. De 1940 a 1965 va ser organista i director de cor al Sacramentskerk de Breda. Durant aquest període va adquirir gran fama a casa i a l'estranger amb les seves interpretacions elegants d'obres de mestres clàssic-polifònics com Desprez, Lassus i Palestrina. El 1953 va fundar el cor de cambra Orlando di Lasso, amb el qual va interpretar exclusivament obres a capella.
De 1946 a 1950 també va ser director de l'Orquestra Simfònica de Tilburg. També va ensenyar solfeig, direcció coral i orgue al Conservatori de Maastricht i al Conservatori Fontys de Tilburg de 1951 a 1965. El Conservatori de Brabant el va nomenar director el 1965. Durant la seva etapa com a director, va treballar perquè la música contemporània rebé més atenció en els mètodes de formació. L'any 1974 va dimitir com a director. Des d'aleshores es va dedicar exclusivament a la seva pràctica concertística com a organista i a la composició. El 1969 va ser nomenat Cavaller de l'Ordre d'Orange-Nassau, en part pels seus grans serveis al Conservatori de Brabant.
Toebosch va assolir fama internacional com a virtuós i improvisador. No és estrany que va dirigir el primer concurs internacional d'improvisació d'orgue a Haarlem. L'any 1977, la Sociéte Arts-Sciences-Lettres de París li va concedir la medalla de plata per les seves múltiples interpretacions i interpretacions de la música d'orgue francesa.
La seva obra comprèn unes 200 obres (obres orquestrals, obres per a orquestra de vent i fanfàrria, música de cambra, però una gran quantitat de música coral i orgue).

## Composicions
Per la llista completa de les seves obres, aneu al seu arxiu de la Viquipèdia neerlandesa.

## Premis i distincions
- 1951 Primer Premi Concurs Internacional d'Orgue Haarlem
- 1962 Premi Provincial de Belles Arts de Brabant Septentrional
- 1965 Cavaller de l'orde de Sant Gregori pels seus grans serveis a la música de l'església catòlica
- 1966 Premi Sem Dresden, per Philippica moderato per a cor, solistes i orquestra
- 1965 Cavaller de l'Ordre d'Orange-Nassau pels seus grans serveis al Conservatori de Brabant
- 1969 Premi Nassau-Breda de la ciutat de Breda
- 1977 Premi de la Société Arts-Scienses-Lettres de París; medalla de plata
- 1981 Medalla de plata del municipi de Tilburg
- 1986 Premi Cultural de la Província de Brabant Septentrional